# Campionati del mondo di atletica leggera 2009 - Lancio del disco maschile
La competizione si è svolta tra il martedì 18 agosto 2009, con le qualificazioni, ed il mercoledì 19 agosto con la finale.

## Podio
| Pos.    | Atleta            | Nazionalità | Misura  |
| ------- | ----------------- | ----------- | ------- |
| Oro     | Robert Harting    | Germania    | 69,43 m |
| Argento | Piotr Małachowski | Polonia     | 69,15 m |
| Bronzo  | Gerd Kanter       | Estonia     | 66,88 m |

## Situazione pre-gara

### Record
Prima di questa competizione, il record del mondo (WR) e il record dei campionati (CR) erano i seguenti.
| Record                | Prestazione | Atleta                     | Data                                   | Competizione              |
| --------------------- | ----------- | -------------------------- | -------------------------------------- | ------------------------- |
| Record mondiale       | 74,08 m     | Jürgen Schult Germania Est | 6 giugno 1986 Neubrandenburg, Germania |                           |
| Record dei campionati | 70,17 m     | Virgilijus Alekna Lituania | 7 agosto 2005 Helsinki, Finlandia      | Campionati del mondo 2005 |

### Campioni in carica
I campioni in carica, a livello mondiale e continentale, erano:
| Campionessa | Atleta                     | Prestazione | Data                           | Competizione                |
| ----------- | -------------------------- | ----------- | ------------------------------ | --------------------------- |
| Olimpico    | Gerd Kanter Estonia        | 68,82 m     | 19 agosto 2008 Pechino, Cina   | Giochi della XXIX Olimpiade |
| Mondiale    | Gerd Kanter Estonia        | 68,94 m     | 28 agosto 2007 Osaka, Giappone | Campionati del mondo 2007   |
| Europeo     | Virgilijus Alekna Lituania | 68,67 m     | 9 agosto 2006 Göteborg, Svezia | Campionati europei 2006     |

### La stagione
Prima di questa gara, gli atleti con le migliori tre prestazioni dell'anno erano:
| Pos. | Atleta                     | Prestazione | Data                              |
| ---- | -------------------------- | ----------- | --------------------------------- |
| 1    | Gerd Kanter Estonia        | 71,64 m     | 25 giugno 2009 Kohila, Estonia    |
| 2    | Virgilijus Alekna Lituania | 69,59 m     | 9 agosto 2009 Jurbarkas, Lituania |
| 3    | Piotr Małachowski Polonia  | 68,75 m     | 23 maggio 2009 Halle, Germania    |

A breve distanza seguiva Casey Malone, discobolo statunitense, con la misura di 68,49 m ed il tedesco Robert Harting con 68,10 m.

## Qualificazioni
La qualificazione si è svolta a partire dalle 10:05 UTC+2 del 18 agosto 2009.
Si qualificano per la finale i concorrenti che ottengono una misura di almeno 64,50 m; in mancanza di 12 qualificati, accedono alla finale i primi 12 atleti della qualificazione.
| Pos | Gruppo | Atleta                    | Paese       | 1ª prova | 3ª prova | 3ª prova | Risultato | Note |
| --- | ------ | ------------------------- | ----------- | -------- | -------- | -------- | --------- | ---- |
| 1   | A      | Robert Harting            | Germania    | 66,81 m  |          |          | 66,81 m   | Q    |
| 2   | A      | Gerd Kanter               | Estonia     | 66,73 m  |          |          | 66,73 m   | Q    |
| 3   | B      | Zoltán Kővágó             | Ungheria    | x        | 65,82 m  |          | 65,82 m   | Q    |
| 4   | B      | Jarred Rome               | Stati Uniti | 60,92 m  | 65,51 m  |          | 65,51 m   | Q    |
| 5   | A      | Casey Malone              | Stati Uniti | 65,13 m  |          |          | 65,13 m   | Q    |
| 6   | B      | Virgilijus Alekna         | Lituania    | 65,04 m  |          |          | 65,04 m   | Q    |
| 7   | A      | Mario Pestano             | Spagna      | 65,03 m  |          |          | 65,03 m   | Q    |
| 8   | B      | Piotr Małachowski         | Polonia     | 64,20 m  | 64,48 m  | 62,65 m  | 64,48 m   | q    |
| 9   | A      | Bogdan Piščal'nikov       | Russia      | 62,93 m  | 61,09 m  | 60,08 m  | 62,93 m   | q    |
| 10  | A      | Omar Ahmed El Ghazaly     | Egitto      | 62,84 m  | 62,09 m  | x        | 62,84 m   | q    |
| 11  | B      | Gerhard Mayer             | Austria     | 62,53 m  | 59,33 m  | 62,19 m  | 62,53 m   | q    |
| 12  | B      | Frantz Kruger             | Finlandia   | 62,29 m  | x        | 60,45 m  | 62,29 m   | q    |
| 13  | A      | Aleksander Tammert        | Estonia     | 62,24 m  | 61,93 m  | 59,44 m  | 62,24 m   |      |
| 14  | A      | Ian Waltz                 | Stati Uniti | x        | 60,27 m  | 62,04 m  | 62,04 m   |      |
| 15  | A      | Benn Harradine            | Australia   | 60,73 m  | 61,74 m  | 60,79 m  | 61,74 m   |      |
| 16  | B      | Yennifer Frank Casañas    | Spagna      | x        | x        | 61,10 m  | 61,10 m   |      |
| 17  | A      | Gaute Myklebust           | Norvegia    | x        | 60,80 m  | x        | 60,80 m   |      |
| 18  | A      | Bertrand Vili             | Francia     | 60,68 m  | x        | x        | 60,68 m   |      |
| 19  | B      | Erik Cadée                | Paesi Bassi | x        | 60,64 m  | x        | 60,64 m   |      |
| 20  | B      | Markus Münch              | Germania    | 60,55 m  | x        | 59,12 m  | 60,55 m   |      |
| 21  | B      | Ivan Hryshyn              | Ucraina     | 59,93 m  | 57,28 m  | x        | 59,93 m   |      |
| 22  | B      | Märt Israel               | Estonia     | 59,58 m  | x        | x        | 59,58 m   |      |
| 23  | A      | Jorge Balliengo           | Argentina   | 56,69 m  | 55,32 m  | 59,19 m  | 59,19 m   |      |
| 24  | B      | Ahmed Mohamed Dheeb       | Qatar       | 55,33 m  | 59,16 m  | x        | 59,16 m   |      |
| 25  | B      | Nikolay Sedyuk            | Russia      | x        | 59,03 m  | 58,62 m  | 59,03 m   |      |
| 26  | A      | Oleksiy Semenov           | Ucraina     | 58,78 m  | 57,31 m  | x        | 58,78 m   |      |
| 27  | A      | Daniel Schärer            | Svizzera    | 58,50 m  | 58,23 m  | 57,22 m  | 58,50 m   |      |
| 28  | B      | Germán Lauro              | Argentina   | 57,88 m  | x        | x        | 57,88 m   |      |
| 29  | B      | Ercüment Olgundeniz       | Turchia     | 56,54 m  | x        | 57,52 m  | 57,52 m   |      |
| 30  | A      | Haider Naser Abdulshaheed | Iraq        | x        | x        | x        | NM        |      |

Legenda: 
- Q = Qualificato direttamente;
- q = Ripescato.

## Finale
La finale si è svolta a partire dalle 20:10 UTC+2 del 19 agosto 2009 ed è terminata dopo un'ora circa.
| Pos.    | Atleta                | Nazionalità | 1ª prova | 2ª prova | 3ª prova | 4ª prova | 5ª prova | 6ª prova | Misura  | Note                          |
| ------- | --------------------- | ----------- | -------- | -------- | -------- | -------- | -------- | -------- | ------- | ----------------------------- |
| Oro     | Robert Harting        | Germania    | 68,25 m  | 67,04 m  | 67,80 m  | x        | 67,80 m  | 69,43 m  | 69,43 m | Miglior prestazione personale |
| Argento | Piotr Małachowski     | Polonia     | 68,77 m  | 68,05 m  | 67,00 m  | x        | 69,15 m  | 67,33 m  | 69,15 m | Record nazionale              |
| Bronzo  | Gerd Kanter           | Estonia     | 65,91 m  | 65,65 m  | x        | 66,88 m  | 66,24 m  | 65,45 m  | 66,88 m |                               |
| 4       | Virgilijus Alekna     | Lituania    | 66,36 m  | 66,32 m  | 65,68 m  | 64,53 m  | 66,24 m  | x        | 66,36 m |                               |
| 5       | Casey Malone          | Stati Uniti | 63,61 m  | 61,59 m  | 65,64 m  | 64,84 m  | 65,98 m  | 66,06 m  | 66,06 m |                               |
| 6       | Zoltán Kővágó         | Ungheria    | x        | 63,09 m  | 62,47 m  | x        | 65,17 m  | 61,69 m  | 65,17 m |                               |
| 7       | Bogdan Piščal'nikov   | Russia      | 62,03 m  | 63,29 m  | 63,18 m  | 64,26 m  | 65,02 m  | x        | 65,02 m |                               |
| 8       | Gerhard Mayer         | Austria     | 62,16 m  | 60,49 m  | 63,17 m  | x        | 60,83 m  | x        | 63,17 m |                               |
| 9       | Omar Ahmed El Ghazaly | Egitto      | 62,13 m  | 62,83 m  | 62,76 m  |          |          |          | 62,83 m |                               |
| 10      | Mario Pestano         | Spagna      | 62,76 m  | x        | 62,27 m  |          |          |          | 62,76 m |                               |
| 11      | Jarred Rome           | Stati Uniti | 58,48 m  | 62,47 m  | x        |          |          |          | 62,47 m |                               |
| 12      | Frantz Kruger         | Finlandia   | x        | 59,77 m  | x        |          |          |          | 59,77 m |                               |